# Kinopalæet (Frederiksberg)
|  | For den nuværende biograf i Kgs. Lyngby, se Kinopalæet (Kongens Lyngby). |
Kinopalæet er en tidligere biograf beliggende på Gammel Kongevej på Frederiksberg i København.
Der har på adressen været drevet tre forskellige biografer med det samme navn. Den første biograf åbnede i 1918, men måtte lukke, da bygningen i 1944 blev ødelagt af Schalburgtage. Bygningen blev genopført, og i 1950 genåbnede biografen. Biograf nr. 2 lukkede ved årsskiftet 1959/60, hvor den blev afløst af en nybygget biograf i tilknytning til bygningen Codanhus. Biograf nr. 3 lukkede i 1981.

## Kinopalæet 1918-1944
Det første biograf med navnet Kinopalæet blev opført af Constantin Philipsen, der stod bag selskabet Kosmorama, og som havde åbnet Danmarks første biograf, Kosmorama. Phillipsen havde i 1915 solgt Palads Teatret til Sophus Madsen, og havde i den forbindelse forpligtet sig til ikke at opføre nye biografer i København. Klausulen afholdt ham dig ikke fra at påbegynde opførelsen af en ny biograf på den anden side af kommunegrænsen på Frederiksberg på hjørnet af Gammen Kongevej og Vodroffsvej. Arkitekt på den nye bygning var den nyuddannede Axel Maar, der tegnede den nye biograf.
Biografen var i konkurrence med netop Københavns Palads Teater, og det var ikke tilfældigt, at biografen kaldte sig et palæ. Den nye bygning var også overdådigt indrettet. Bygningens kuppelrunde tag blev kronet med en forgyldt bronzestatue af "Filmens Muse" i lighed med Palads Teatret, hvis tag også var prydet af en statue, "Ursus med tyren". Indvendigt rummede bygningen en biografsal med 1.268 stole, balkon og en lille loge med separat trappe. Udover publikum var der indrettet plads til et orkester med 30 mand. Fra lobbyen var der to trapper op til en stor foyer med marmorsøjler, marmorspringvand med guldfisk, brændekamin, skulpturer og elegante lysekroner samt vinduespartier med udsigt over Sankt Jørgens Sø. Sophus Madsen anlagde sag mod Constantin Philipsen i anledning af den nye biografs åbning, men fik ikke noget ud af sagsanlægget.
Kino-Palæet åbnede den 27. september 1918 ved en udsolgt forestilling, hvor der blev vist den amerikanske film Nannie fra Kentucky og var i årene herefter blandt de fornemmeste af de københavnske biografer. Constantin Philipsen opførte i 1924 Rialto Teatret, og i 1925 overlod han den daglige ledelse af Kino-Palæet til Harald Frost. Philipsen døde imidlertid 1925 efter kort tids sygdom. Biografdrift i 1920'erne krævede offentlig bevilling, og med Philipsens død var det nødvendigt at finde en ny bevillingshaver. Bevillingen blev i 1926 givet til Carl Bauder fra Nordisk Films Kompagni, der dog måtte dele bevillingen med skuespillerinden Ellen Price, idet bevillingsloven krævede to bevillingshavere. Ellen Price var dog ikke involveret i driften, men modtog en løbende ydelse fra biografen. Året efter overtog Nordisk Films Kompagni aktiemajoriteten i Palads Teatret, og de måtte derfor afgive bevillingen til forfatteren Holger Rosenberg og fru Charlotte von Osten, men Carl Bauder og Nordisk Film havde fortsat reel kontrol over biografen. I slutningen af 1920'erne vandt tonefilmen frem, og Kino-Palæets orkester (der løbende var blevet reduceret siden åbningen i 1918) blev afskaffet. Der blev nu vist  tonefilm, og i 1931 havde Kino-Palæet premiere på den første danske tonefilm i spillefilmslængde, Nordisk Film Kompagnis Præsten i Vejlby. Samme år blev biografen renoveret, hvor bl.a. den gamle orkestergrav i biografsalen blev udskiftet med et vandfald.
Nordisk Films Kompagni var gået konkurs i 1928, men var genopstået i et nyt selskab, og Kino-Palæet (sammen med Palads) viste - ud over de udenlandske film - mange af de nye danske folkekomedier op igennem 1930'erne. Kino-Palæets største succes i 1930'erne var Nordisk Films Mille, Marie og mig, instrueret af Emanuel Gregers og med Marguerite Viby i hovedrollen. Filmen fik premiere i 1937 og spillede i 4½ måned, hvor den solgte mere end 300.000 billetter, og da den året efter blev genindspillet i en svensk udgave, fik den atter premiere i Kino-Palæet. Næsten lige så stor en succes var verdens første tegnefilm i spillefilmslængde, Disney's Snehvide og de syv dværge, der spillede i fem måneder.
Under den tyske besættelse af Danmark fortsatte Kino-Palæet som biograf, men kunne ikke længere vise amerikanske film, og viste i stedet flere tyske og italienske film udover de dansk producerede film. I 1944 havde Kino-Palæet Teatertosset med Marguerite Viby i hovedrollen på plakaten, da Schalburgkorpset natten til den 31. marts 1944 bragte to bomber til sprængning i biografen. Bygningen led store skader og lukkede. Bygningen fremstod som en ruin flere år efter. Bevillingshaver Carl Bauder fra Nordisk Film døde kort efter.

## Kinopalæet 1950-1960
Den udbombede bygning henlå som ruin, og efter nogle år solgte Carl Bauders enke grunden til det danske filmselskab ASA, der ønskede at genopføre en biograf på stedet. Vanskeligheder med at få bevilling, og knapheden af byggematerialer efter krigen, forsinkede projektet, men genopbygningen gik i gang i 1948. Den genopbyggede biograf havde de samme mure som den oprindelige, og udefra lignede den den første udgave af Kino-Palæet. Musen på taget var dog erstattet af et lysende neonskilt med ASA-logoet, ligesom der blev foretaget en række mindre ændringer. ASA og Lau Lauritzen, jr. var dog bevidste om, at det ikke kunne forventes at have biograf på stedet i en længere årrække (bl.a. p.g.a. trafikale problemer på hjørnet af Gammel Kongevej), og der blev derfor sparet, hvor der kunne spares. Biografsalen blev indrettet til 830 gæster, og der blev i tiden ånd bygget sofapladser. Den nye biograf genåbnede den 16. april 1950 med ASA's Den opvakte Jomfru med Marguerite Viby og Ib Schønberg i hovedrollerne.
I de første år efter genåbningen viste Kino-Palæet en række af ASA's produktioner tillige med udenlandske film, men i forhold til tidligere nu med lidt mere vægt på de folkelige underholdningsfilm. I 1952 havde Kino-Palæet premiere på bl.a. Afrikas Dronning med Humphrey Bogart og Katharine Hepburn og science fiction-filmen Den dag, Jorden stod stille, der dog hurtigt blev taget af plakaten. I 1953 udsendtes ASA's første film i Far til fire-serien, Far til fire, der fik premiere i bl.a. Kino-Palæet med kolossal succes. Samme år fik Kino-Palæet som den første københavnske biograf installeret et widescreen lærred, ligesom der året efter blev installeret et avanceret lydsystem, CinemaScope, med firesporet stereolyd.
ASA var imidlertid bevidste om, at biografen stod overfor en nedrivning, og at Kino-Palæet med sine nu 815 pladser ved betydelig mindre end de biografer, som konkurrenterne fra Nordisk Film, Saga og Palladium rådede over. ASA forsøgte at købe en grund på Hammerichsgade lige ved Nordisk Films Palads, men grunden blev i stedet købt af SAS, der opførte Royal Hotel på grunden. ASA forsøgte også at etablere en ny stor biograf på Vesterbrogade, men planerne mislykkedes. Det lykkedes derimod at få en aftale med forsikringsselskabet Codan om at få lov til at opføre en ny biograf i tilknytning til opførelsen af den nye københavnske højhuskompleks Codanhus, der skulle opføres på hjørnet af Gammel Kongevej og Vodroffsvej, og Kino-Palæet kunne således blive liggende ganske få meter fra den oprindelige placering. Byggeriet af Codanhus gik i gang i slutningen af 1950'erne, og det nye Kinopalæ kunne åbne 2. juledag 1959. Det gamle Kino-Palæet spillede dog frem til den 3. januar 1960, hvor der som den sidste film blev vist folkekomedien Vi er allesammen tossede.

## Kinopalæet 1959-1981
Den tredje udgave af Kinopalæet - nu uden bindestreg i navnet - åbnede 2. juledag 1959 med premiere på ASA's Far til fire på Bornholm. Den nye biograf var tegnet af arkitekten Ole Hagen, der også var arkitekt på Codanhus.
Den nye biograf havde opgivet CinemaScope, men kunne ellers håndtere adskillige tekniske formater, herunder kunne biografen som kun en af tre københavnske biografer vise film i 70mm-formatet. I salen var plads til 1.225 gæster, der med byens bedste benplads kunne se film på Nordens største filmlærred, der målte 20x8 meter.

### Cinerama
Kinopalæet var ved indvielsen i december 1959 indrettet til at vise film i formatet CinemaScope. Men allerede i 1962 installerede biografdirektør Lau Lauritzen Jr. et endnu mere nyskabende format i Kinopalæet: Det nye amerikanske format Cinerama. Kinopalæet var den eneste biograf i Danmark, der installerede systemet, der havde vist sig populært i USA. Kinopalæet fik ret og pligt til i fem år at vise film fra Cinerama.
Cinerama var ikke meget bredere end CinemaScope, men formatet havde et kraftigt buet lærred, hvor billedet blev vist ved hjælp af tre maskiner fra hver sit operatørrum, der hver viste en tredjedel af det samlede billede. Ved at vise billedet ved hjælp at tre forskellige fremvisere opnåede man et langt skarpere billede på det store lærred, end hvad der var muligt i CinemaScope og langt mere end traditionelle filmformater. Dertil kom et avanceret lydsystem med syv stereolydkanaler. Cinerama gav sit kæmpelærred, de skarpe billeder og den avancerede lyd en unik oplevelse. Publikum måtte dog tåle, at de tre billeder på lærredet var delt af to "søjler" i overgangen mellem de tre billeder, ligesom farveforskelle på de tre film, der blev spillet samtidig kunne opleveres generende.
Systemet havde gallapremiere den 31. august 1962 med filmen Verdens Syv Vidundere. Pressen var imponeret over oplevelsen, men bemærkede problemet med overgangene fra de tre filmstrimler og synkroniseringen mellem disse, og Politiken skrev, at det gav ""en mild form for søsyge." Hvor Cinerama var populært i udlandet, blev det ikke den store succes i Danmark, og allerede i 1963 forsøgte Lau Lauritsen at komme ud af aftalen med Cinerama. Man forsøgte at lade Cinerama overtage Kinopalæet, men det danske bevillingssystem hindrede dette. Det lykkedes Lauritzen at komme ud af aftalen, og allerede i 1963 blev Kinopalæet atter ombygget og de gamle fremvisningsmaskiner til bl.a. 70 mm film genindstalleret.

### Nye ejere og lukning
Lau Lauritzen, jr. har i mange år drevet Kinopalæet, men i 1972 blev Kinopalæet overtaget af Preben Philipsen, der var barnebarn af Constantin Phillipsen, og som drev bl.a. Rialto. Philipsen foretog en ombygning af Kinopalæet, med bl.a. en ny mindre sal, ligesom hovedsalens store lærred blev erstattet med et lidt mindre på "kun" 16x7 meter. Ved genåbningen kunne der være 975 gæster i biografen. Kinopalæet blev i 1976 overtaget af Sandberg-gruppen, der drev flere københavnske biografer, bl.a. Imperial og ABCinema.
Kinopalæet lukkede i februar 1981, og bygningen blev nedrevet senere på året. Den sidste film, der blev vist i Kinopalæet, var Cirkus Casablanca.